# Chi Khê
Chi Khê là một xã thuộc huyện Con Cuông, tỉnh Nghệ An, Việt Nam.
Xã Chi Khê có diện tích 75,61 km², dân số năm 1999 là 5.943 người, mật độ dân số đạt 79 người/km².